# Sattler János
Sattler János (Mosontétény, 1894. február 18. – Mosonmagyaróvár, 1944. december 5.) jogász, polgármester.

## Életpályája
1894. február 18-án született Mosontétényben, 1900-1904-ben Magyaróváron a piaristáknál végezte a gimnázium alsó négy osztályát, majd a felsőbb osztályokat a soproni bencéseknél. Önként vonult be csapatszolgálatra, ezért érettségi vizsgáit csak 1919-ben tette le. Az első világháborúban a 30. számú tábori tüzérezred szakaszparancsnokaként szolgált az olasz és orosz frontokon.
Jogi tanulmányait előbb Pozsonyban, majd a budapesti Pázmány Péter Tudományegyetemen végezte, ahol 1922-ben kapott államtudományi doktorátust. 1920-ban leszerelt, tiszteletbeli szolgabíróként kezdte közigazgatási szolgálatát Nezsiderben. 1923-ban lett tanácsnok az akkor várossá alakult Magyaróváron, majd 1925-ben a város polgármesterévé választották, ő volt ekkoriban az ország legfiatalabb polgármestere. Még 1925-ben megházasodott, felesége Silbernagel Adél, nezsideri származású volt. Gyermekeik: Sattler János orvos és Sattler Ottó építész.
Pontos, lelkiismeretes és takarékos hivatalnok volt, vezetése alatt csökkent a város eladósodása. Főleg gazdaságossági megfontolásokból volt a legfőbb szószólója Magyaróvár és Moson 1939-ben való egyesítésének. Személyére mint az egyesített város első polgármesterére nehéz feladatok hárultak a második világháború alatt. A város gondjai, a politika eseményei idegeit felőrölték, önkezével vetett véget életének. Mosonmagyaróváron helyezték nyugalomra. Emlékét a városban utcanév őrzi. 1999-ben posztumusz Pro Urbe díjat kapott. 2009-ben, a városegyesítés 70. évfordulóján pedig emléktáblát avattak a nevét viselő utcában. 2015-ben avatták fel felújított síremlékét, 2016 decemberében emléktábla került egykori lakóháza falára is.

## Munkássága
Az ő működésének ideje alatt telepedtek a helyi Ipartelepre a nagyvállalatok, mint Bauxit Rt., Grüneberg Fogkefegyár, Márkus Művek. A járás területéről Magyaróvárra jövő munkásemberektől, több mint kétszeresére emelkedett a városi autóbuszüzem járatainak száma, sok út kapott szilárd kockakőburkolatot, gyarapodott a város három híddal: a Parki betonhíddal és a Károly-ligeti illetve a Feketeerdei Duna fahíddal.
Bővültek az oktatási intézmények, mint például a majroki iskola és a gimnázium, létrejött a Szaléziek fiúinternátusa és a Gazdasági Akadémia is négy éves főiskolai rangra emelkedett. 
Jelentősen fejlődött a kulturális és sportélet, zeneiskolája és sportpályái épültek a városnak.

## Munkái
- Magyaróvár jövője. Mosonvármegye emlékkönyve. (Magyaróvár, 1929.)